# Spätzle

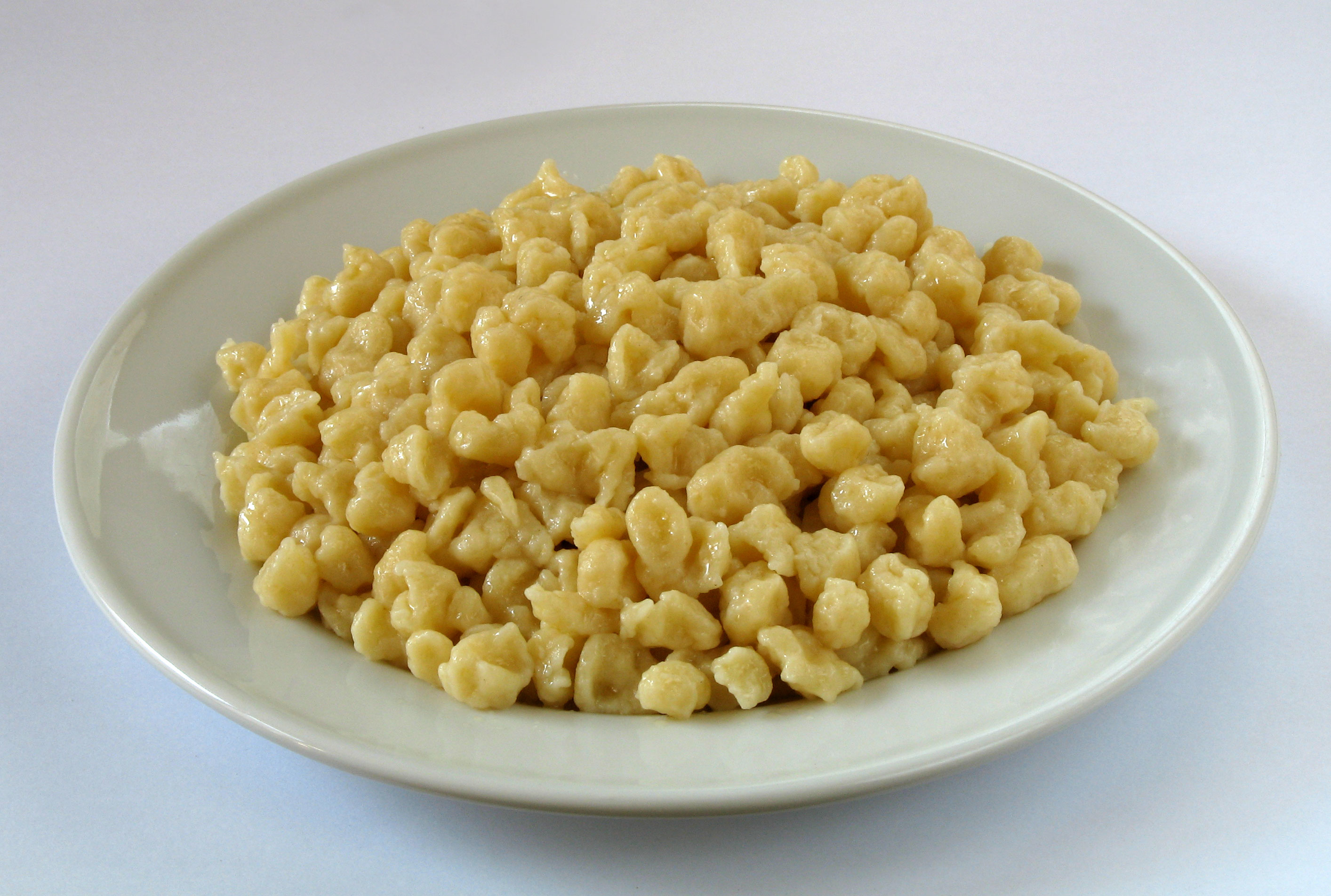
Spätzle tradicional estilo "Knöpfle".

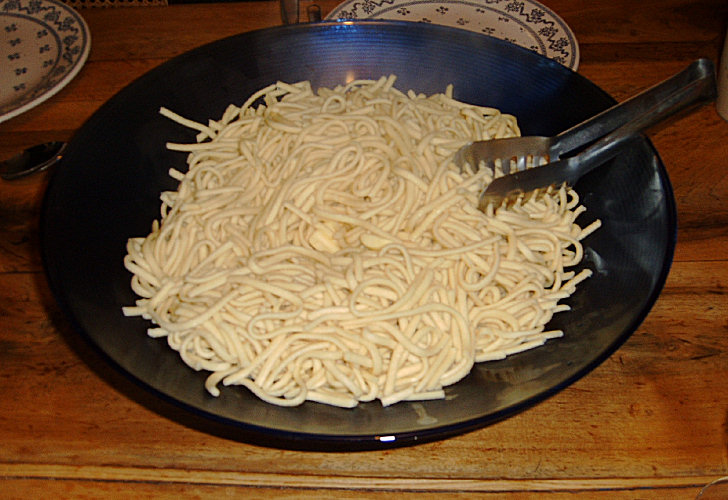
Spätzle com manteiga (seco, versão industrial).

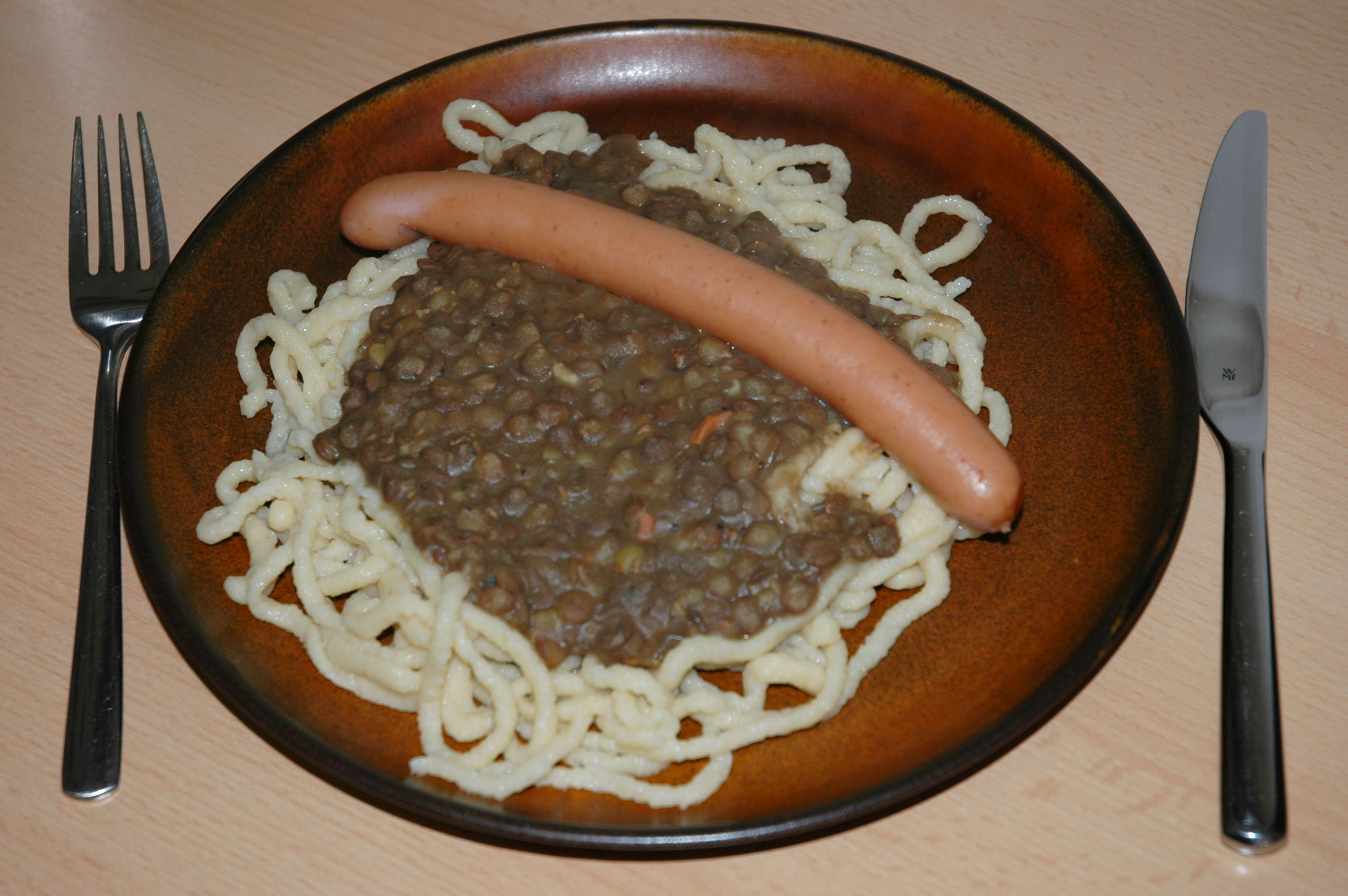
Spätzle com lentilhas e salsicha.

Spätzle (pronunciado ˈʃpɛ.tslə / "sh-PÉ-tsl(e)" — literalmente pardalzinho, em dialeto alemânico) é uma massa semelhante às fitas orientais, muito usada no sul da Alemanha, na Áustria ocidental, na Suíça, na Alsácia e, fora da Europa, em regiões de imigração alemã, como o sul do Brasil. Em certas cidades do norte da Itália, é também conhecido por gnocchetti tirolesi.
Até a década de 1950, também eram consumidos em Malta, onde eram conhecidos por pezzelati, mas o seu consumo diminuiu e extinguiu-se com a chegada das massas pré-feitas.
São fabricados introduzindo pedaços de massa em água fervente e tirando continuamente os pedaços que ficam cozidos. A massa propriamente dita consiste em ovos, farinha e sal. Algumas receitas de spätzle também incluem leite e água. A variante mais comum é denominada Knöpfle, com a forma de lentilha. Se a massa possuir uma consistência mais firme, pode ser formado um spätzle mais comprido, semelhante a uma fita. Esta variante pode ser adquirida seca e embalada.
A forma mais minimalista e tradicional de servir o spätzle é usar apenas manteiga, pão ralado e um pouco de queijo ralado. O spätzle pode acompanhar qualquer prato de carne preparado com um molho. Quando em forma de fios é semelhante ao spaghetti, macarronada Italiana ou brasileira, miojo ou sobá Japonês e quando em pedacinhos ( Knöple) é mais parecido com o nhoque, só que usam leite ao invés da água, ao contrário dos Italianos.

## Variedades
- Linsen, Spätzle & Saitenwürstle - consumidos com lentilhas agridoces e salsichas de Francoforte com pele fina, na Suábia.
- Kässpätzle - misturados com cebolas fritas e queijo ralado abundante, fritos ou assados no forno em seguida, constituindo um prato principal, sobretudo na Suábia e na Baviera, conhecidos como Kässpätzle.
- Schinkenrahmspätzle - confeccionados com presunto e natas.
- Krautspätzle - preparados numa frigideira com chucrute.
- Spinatspätzle - com espinafre picado misturado na massa e servidos com pedacinhos de presunto.
- Apfelspätzle - uma variante doce, com maçã.
- Leberspätzle - misturados com fígado e servidos com cebolas assadas.